# Palle Rydahl Drost
Palle Rydahl Lindfeldt Drost (født Palle Rydahl Lindfeldt 17. juli 1933 i København, død 28. juli 2011) var en dansk arkitekt. 
Han tog realeksamen fra Struer Statsgymnasium i 1950 og kom derefter i lære som tømrer. I 1954 blev han tømrersvend, og i 1956 bygningskonstruktør. Herefter blev han optaget på Kunstakademiets Arkitektskole, hvorfra han afgik 1965.
Efter endt uddannelse blev han ansat på Hoff & Windinges tegnestue og var med til at vinde en arkitektkonkurrence om en psykiatrisk klink i Augsburg i Tyskland. I 1972 blev han medindehaver af tegnestuen, og havde allerede året forinden etableret sin egen tegnestue. 
Palle Rydahl Lindfeldt Drost er begravet på Søllerød Kirkegård.

## Værker
- Bezirkskrankenhaus Augsburg (1986- )
- Terapi- og patientafdelingen, Neurosehospitalet Montebello, Helsingør (1972-1974, med Hoff og Windinge)
- Udvidelse af Gentofte Rådhus (1975-1977, med Hoff og Windinge)
- Avedøre Kirke (1977, med Hoff og Windinge)
- Rækkehusene Ewalds Have, Rungsted (1977-1978, med Hoff og Windinge)
- Boligbebyggelsen Frugtvangen, Smørumnedre (1979-1980)
- Boligbebyggelsen Hastrup Vænge, Køge (1980-1981)
- Kapel til Tagensbo Kirke (1983)
- Ombygning og indretning af Kastrup Kirke (1983-1984, med Svend Wiig Hansen)
- Ombygning og indretning af Vanløse Kirke (1984)
- Sognegård til Vallensbæk Kirke (1987-1988, præmieret af Vallensbæk Kommune)